# São Borja
Pour les articles homonymes, voir Borja.
São Borja est une ville brésilienne située dans le sud-ouest de l'État du Rio Grande do Sul, microrégion Campanha occidentale, située sur les rives du Rio Uruguay, face à l'Argentine, à laquelle elle est reliée à la cité de Santo Tomé par un Pont international, le Ponte da Integração.

## Histoire
São Borja fut fondée sous l'invocation de São Francisco Borja par le Père Jésuite espagnol Francisco Garcia, en 1682, et installée comme zone de peuplement effectif en 1690. Ce fut la première des Sept Missions organisée après la première phase des Missions orientales, qui avaient été totalement détruites par les attaques des bandeirantes portugais à la recherche d'esclaves amérindiens.
Peuplée par les Indiens dans les réductions, sous la juridiction sociale des Jésuites et la tutelle politique de l'Espagne, São Borja passa sous domination portugaise en 1801, par la conquête du Territoire des Missions par Borges do Canto, Gabriel de Almeida et Manoel dos Santos Pedroso. Avec la distribution de terres aux soldats le peuplement commença de manière effective.
Administrativement São Borja faisait partie du territoire de Rio Pardo, duquel elle fut détachée par la Résolution provinciale du 11 mars 1833, signée par le gouverneur d'alors, Manoel Antônio Galvão. Cette résolution validait le transfert du Privilège Impérial du 13 octobre 1817, qui créait la bourg de Vila de São Luiz Gonzaga -qui ne fut pas consacré politiquement, par faute de moyens.
Le 4 avril 1834 la Chambre Municipale de Rio Pardo prêta serment et un Député municipal fut élu peu après. Par la ratification municipale du 21 mai 1834, fut installé le bourg de São João et, le 8 mai 1846, il était élevé à la qualité de paroisse. La Loi nº 185 du 22 octobre 1850, créait le premier District de São Borja. Finalement, le 21 décembre 1887, la condition de ville lui fut attribuée.

## Économie

### LePonte da Integração
Le Pont international São Borja-Santo Tomé était réclamé depuis de nombreuses années par les deux communautés, ayant déjà interpelé Getúlio Vargas à ce sujet dans les années 1930.
L'engagement sur sa construction se fit à partir de la signature d'un accord binational ratifié par les deux présidents de lors, José Sarney et Raúl Alfonsín, en 1989. Dans cet accord, les deux pays prévoyaient de concéder la construction du pont à des entreprises privées, tout en incombant aux deux gouvernements d'engager le travail de vente des concessions. La COMAB -COmmission Mixte Argentine-Brésil- fut créée pour mener à bien l'opération de privatisation.
Dès qu'ils s'installèrent à leurs fonctions, en 1995, le Président du Brésil, Fernando Henrique Cardoso, et le Gouverneur do Rio Grande do Sul, Antônio Britto (en), réitérèrent la priorité de l'entreprise. Si bien que, en février de la même année, lors d'une rencontre de travail à Foz do Iguaçú, Fernando Henrique et son homologue argentin Carlos Menem et leurs respectifs ministres concernés, approuvèrent toutes les décisions de partenariat avec le secteur privé prises auparavant, en utilisant la  procédure des Data Room, déjà employée dans les privatisations argentines.
Un appel d'offres fut lancé durant lequel furent sélectionnées vingt-trois entreprises. Le 30 novembre 1995, les travaux furent accordés au consortium Mercovia, formé des entreprises Impregilo (Italie), Cigla (Argentine), Iglys (Brésil), Necon (Argentine), Chediack (Argentine) et Usifast (Brésil).
Le contrat de concession fut homologué le 12 décembre 1995. À cette date, la COMAB livra officiellement  la zone construction du pont sur le Río Uruguay, entre l'État du Rio Grande do Sul et la province de Corrientes, à la Mercovia S.A. Par cet acte commença le bail de vingt-cinq ans pour une exploitation privée du transit international, par le biais d'un tarif de péage de 9,85 US$ (1995). Le temps estimé pour la construction était de dix-huit mois à compter d'avril 1996.
Cette collaboration fut la première concession binationale de travaux publics du Mercosul et, aussi, le premier partenariat "public-privé" d'Amérique du Sud. Le Pont fut inauguré le 9 décembre 1997.

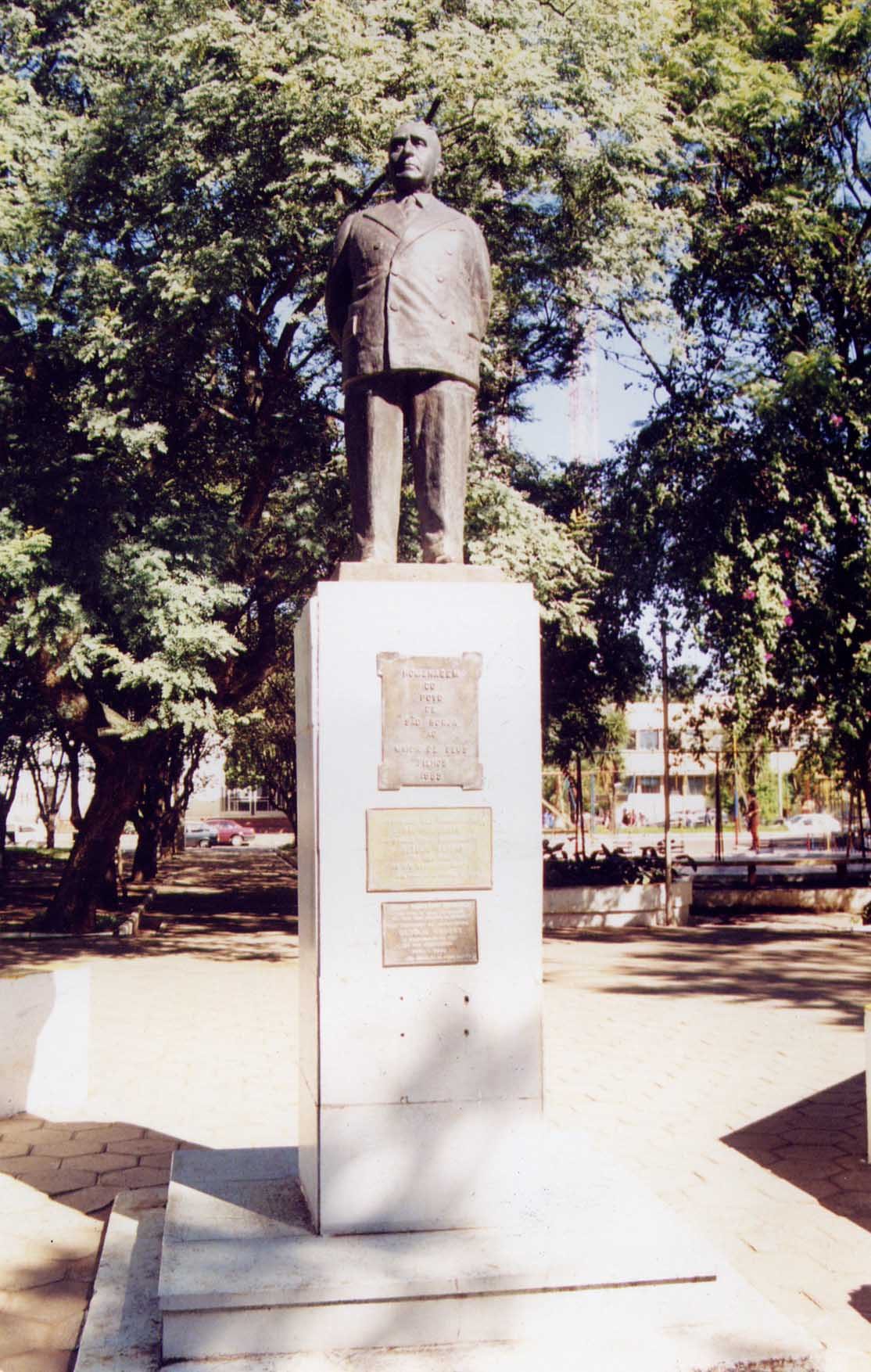
Monument à Getúlio Vargas, São Borja

### Le train
En 1913 fut inaugurée la Gare de São Borja par la Brazil Great Southern Railway Co. Ltd., qui reliait la ville à Uruguaiana et Itaqui. En 1938 elle fut reliée plus directement à Porto Alegre, via l'embranchement de la ligne Porto Alegre-Uruguaiana, à partir de Dilermando de Aguiar. La ligne fonctionna jusqu'en 1982 à partir de Santa Maria, date à laquelle la compagnie, entretemps nationalisée, fut concédée à l'entreprise privée América Latina Logística.

## Histoire contemporaine
São Borja est le lieu de naissance de :
- 2 ex-présidents :
  - João Goulart
  - Getúlio Vargas
- Ângela Dip, actrice de théâtre ;
- Daniela Escobar, actrice ;
- Telmo de Lima Freitas, chanteur et musicien ;
- Tarso Fernando Herz Genro, ex Gouverneur de Rio Grande do Sul ;
- Leandro Guerreiro, joueur de football ;
- Ibsen Pinheiro, politicien ;
- Fabiana Tambosi, mannequin.

### Statistiques
- Revenu per capita (2000) : R$ 246,99 (Change 2000 : R$1,00 = 4,00 FF)
 Atlas du Développement Humain/PNUD
- PIB per capita (2003) : R$ 10.552 (Change 2003 : 1,00€ = R$ 3,00) Source : FEE

## Maires
| Période | Période | Identité                 | Étiquette | Qualité              |
| ------- | ------- | ------------------------ | --------- | -------------------- |
| 2000    | 2004    | José Pereira Alvarez     | PP        | élu avec 21.819 voix |
| 2004    | 2008    | Mariovane Gottfried Weis | PDT       | élu avec 18.190 voix |
| 2008    | 2012    | Mariovane Gottfried Weis | PDT       |                      |
| 2012    | 2016    | Farelo Almeida           | PDT       |                      |

## Démographie
- Espérance de vie : 72,35 ans (2000) Source : FEE
- Coefficient de mortalité infantile (2005) : 15,22 pour 1000 Source : FEE
- Taux d’analphabétisme (2000) : 9,04 % Source : FEE
- Croissance démographique (2005) : 0,76 % par an
- Indice de Développement Humain (IDH) : 0,798
Atlas du Développement Humain PNUD - 2000
- 50,34 % de femmes
- 49,66 % d'hommes
- 88,29 % de la population est urbaine
- 11,71 % de la population est rurale

## Villes voisines
- Garruchos
- Santo Antônio das Missões
- Itacurubi
- Unistalda
- Maçambara
- Itaqui